# Parker Pyne investiga
Parker Pyne investiga (Parker Pyne Investigates en la versión original en inglés) es un libro de la escritora británica Agatha Christie escrito en 1934. En esta novela la autora nos presenta al excéntrico detective Parker Pyne, que coloca anuncios en los periódicos disponiéndose a ayudar a personas infelices. El resultado son doce intrincados misterios que van desde Londres hasta la remota Grecia en el célebre Oráculo de Delfos.
James Parker Pyne es un jubilado empleado del gobierno,  que se considera a sí mismo como un "detective del corazón", que trabaja junto a su secretaria la señorita Lemon, la novelista Ariadne Oliver, el buenmozo  Luttrell Claude y la artista del disfraz Madeleine De Sara.
En las primeras seis historias Pyne resuelve casos en Inglaterra, mientras que la segunda parte son seis historias de las vacaciones de Pyne, en las que si bien espera no tener trabajo de detective, termina ayudando a los demás de todos modos.

## Argumento
El libro presenta doce historias cortas. La mayor parte de los casos son resueltos por el personaje Parker Pyne, que, más que un detective, es un profesional en la búsqueda de la felicidad de quienes responden a su anuncio. El anuncio que el protagonista publica en los diarios dice cosas como: “¿Usted es feliz? Si la respuesta es no, acuda al Sr. Parker Pyne.”
Pyne soluciona problemas de las más variadas índoles: amor, traición, tedio, engaño, robo, entre otras. Establece el precio de sus servicios de una forma completamente subjetiva: según las posibilidades y la motivación del cliente.
Otros casos de Parker Pyne se encuentran en The Regatta Mystery and Other Stories, de 1939.

## Lista de casos
- El caso de la mujer de mediana edad (The Case of the Middle-aged Wife)
- El caso del militar descontento (The Case of the Discontented Soldier)
- El caso de la señora desesperada (The Case of the Distressed Lady)
- El caso del esposo descontento (The Case of the Discontented Husband)
- El caso de la secretaria de la ciudad (The Case of the City Clerk)
- El caso de la señora rica (The Case of the Rich Woman)
- ¿Tiene usted todo lo que necesita? (Have You Got Everything You Want?)
- La puerta de Bagdad (The Gate of Baghdad)
- La casa de Shiraz (The House at Shiraz)
- Una perla de valor (The Pearl of Price)
- Muerte en el Nilo (Death on the Nile)
- El oráculo de Delfos (The Oracle at Delphi)

- Datos: Q1532676